# La Breille-les-Pins
La Breille-les-Pins est une commune française située dans le département de Maine-et-Loire, en région Pays de la Loire.

## Géographie

### Localisation
Commune angevine du Baugeois, La Breille-les-Pins se situe au nord de Brain-sur-Allonnes, sur la route D 85, Vernoil-le-Fourrier / Brain-sur-Allonnes, en limite du département d'Indre-et-Loire.
Son territoire se trouve sur l'unité paysagère du Plateau du Baugeois.

### Climat
Pour des articles plus généraux, voir Climat des Pays de la Loire et Climat de Maine-et-Loire.
En 2010, le climat de la commune est de type climat océanique dégradé des plaines du Centre et du Nord, selon une étude du CNRS s'appuyant sur une série de données couvrant la période 1971-2000. En 2020, Météo-France publie une typologie des climats de la France métropolitaine dans laquelle la commune est exposée à un climat océanique et est dans la région climatique Moyenne vallée de la Loire, caractérisée par une bonne insolation (1 850 h/an) et un été peu pluvieux.
Pour la période 1971-2000, la température annuelle moyenne est de 11,1 °C, avec une amplitude thermique annuelle de 14,8 °C. Le cumul annuel moyen de précipitations est de 647 mm, avec 11,2 jours de précipitations en janvier et 6,4 jours en juillet. Pour la période 1991-2020, la température moyenne annuelle observée sur la station météorologique de Météo-France la plus proche, sur la commune de Saint-Nicolas-de-Bourgueil à 7 km à vol d'oiseau, est de 12,5 °C et le cumul annuel moyen de précipitations est de 612,8 mm,. Pour l'avenir, les paramètres climatiques de la commune estimés pour 2050 selon différents scénarios d'émission de gaz à effet de serre sont consultables sur un site dédié publié par Météo-France en novembre 2022.

## Urbanisme

### Typologie
Au 1er janvier 2024, La Breille-les-Pins est catégorisée commune rurale à habitat dispersé, selon la nouvelle grille communale de densité à sept niveaux définie par l'Insee en 2022.
Elle est située hors unité urbaine. Par ailleurs la commune fait partie de l'aire d'attraction de Saumur, dont elle est une commune de la couronne,. Cette aire, qui regroupe 31 communes, est catégorisée dans les aires de 50 000 à moins de 200 000 habitants,.

### Occupation des sols
L'occupation des sols de la commune, telle qu'elle ressort de la base de données européenne d’occupation biophysique des sols Corine Land Cover (CLC), est marquée par l'importance des forêts et milieux semi-naturels (86,7 % en 2018), une proportion sensiblement équivalente à celle de 1990 (86,9 %). La répartition détaillée en 2018 est la suivante : 
forêts (78,3 %), zones agricoles hétérogènes (9,5 %), milieux à végétation arbustive et/ou herbacée (8,4 %), prairies (1,9 %), zones urbanisées (1 %), eaux continentales (0,9 %). L'évolution de l’occupation des sols de la commune et de ses infrastructures peut être observée sur les différentes représentations cartographiques du territoire : la carte de Cassini (XVIIIe siècle), la carte d'état-major (1820-1866) et les cartes ou photos aériennes de l'IGN pour la période actuelle (1950 à aujourd'hui).

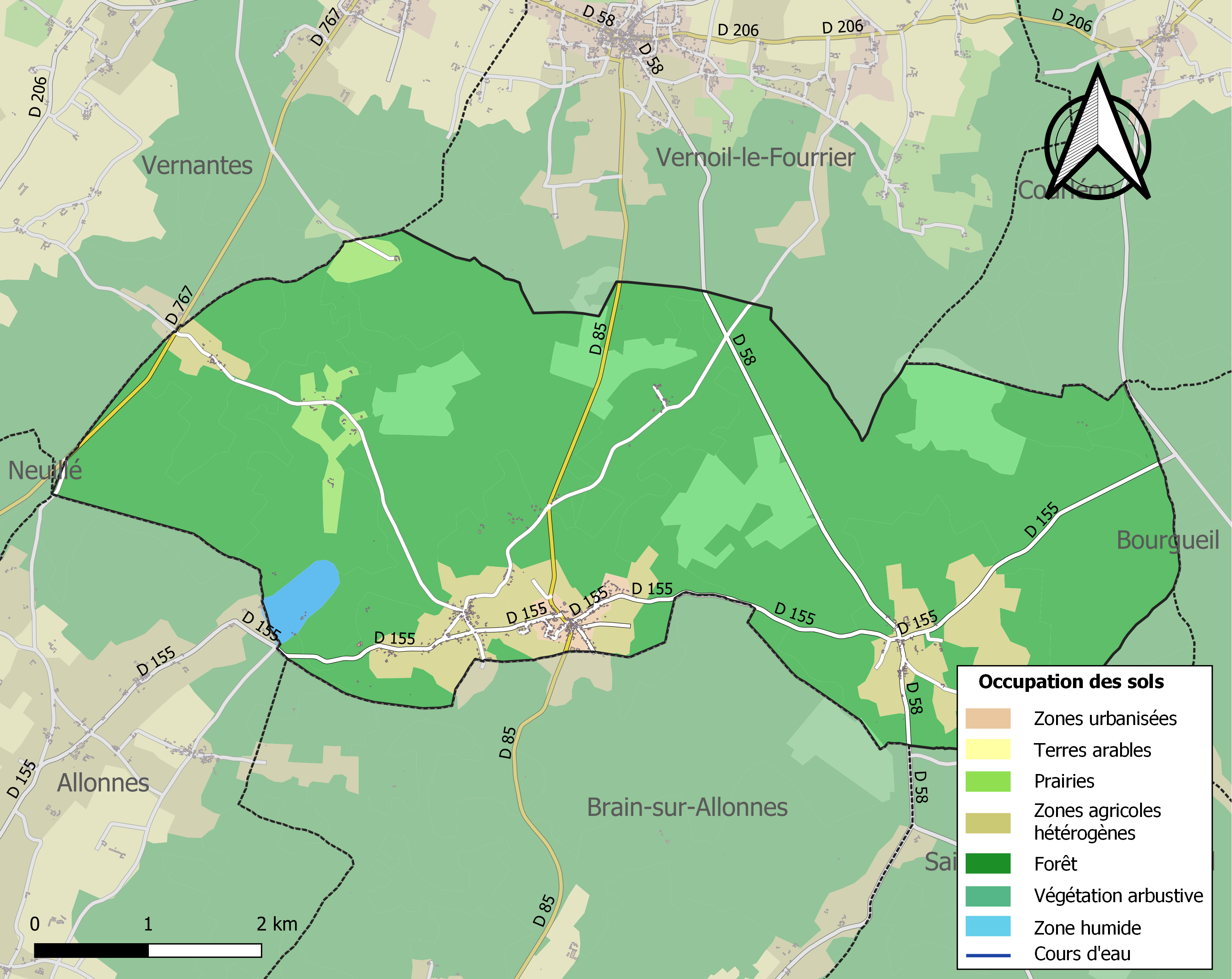
Carte des infrastructures et de l'occupation des sols de la commune en 2018 (CLC).

## Toponymie et héraldique

### Toponymie
La commune est déjà connue au XIIe siècle sous le nom de Brolia.
Le 13 mars 1958 La Breille devient La Breille-les-Pins.
Ses habitants sont appelés les Breillois,.

### Héraldique
| Blason de Breille-les-Pins (La) | Blason  | Gironné de sinople et d'argent, le premier giron chargé d'un hameçon de pêche à la mouche en chef et d'un poisson ployé en barre soutenu d'une burelle ondée et alésée le tout d'argent, le deuxième d'un grenadier du Premier Empire contourné et jouant du clairon en ombre de sable, le troisième d'une branche de myrtille fruitée de deux pièces d'argent, le quatrième d'une tente en chef dextre, senestrée d'une caravane moderne, les deux soutenues d'une tierce ondée et alésée le tout de sable, le cinquième d'une ruche d'argent, le sixième de l'église du lieu, le corps et le clocher en ombre et essorée de sable, brochant sur deux sapins du même, le septième d'une assiette chargée à dextre d'une fourchette posée en pal et à senestre d'un couteau posé en barre, les deux brochant sur le bord supérieur de l'assiette le tout d'argent, le huitième d'un sanglier de sable brochant sur un cerf du même, le bois senestre du cerf brochant sur le premier giron ; sur le tout, d'or à l'écureuil au naturel, tenant une pomme de pin d'argent, soutenu de deux feuilles de sinople posées et appointées en chevron renversé. |
| Blason de Breille-les-Pins (La) | Détails | Blason officiel, utilisé sur le site internet de la mairie. |

## Histoire
Il est probable que La Breille naisse qu'au XIIe siècle du démembrement de Vernoil. À la fin de l'Ancien Régime, elle dépend de l'élection et du grenier à sel de Saumur. La mairie et l'école sont construites en 1897 et la nouvelle église, Saint-Étienne, en 1865,.
Pendant la Première Guerre mondiale, 15 habitants perdent la vie. Lors de la Seconde Guerre mondiale, un habitant est tué.

## Politique et administration

### Administration municipale
| Période                                  | Période                   | Identité            | Étiquette | Qualité                      |
| ---------------------------------------- | ------------------------- | ------------------- | --------- | ---------------------------- |
| 1792                                     |                           | René Dolbeau        |           |                              |
| an V                                     |                           | Boisnier            |           | agent municipal              |
| 1803                                     |                           | Dolbeau             |           |                              |
| 1821                                     |                           | Ch. Borien          |           |                              |
| 1826                                     |                           | René Dolbeau        |           |                              |
| 1835                                     |                           | Lemoine             |           | général                      |
| 1837                                     |                           | Armand Ratouis      |           |                              |
| 1852                                     |                           | Louis Blandin       |           |                              |
| 1878                                     |                           | Jean Sèvre-Mercier  |           |                              |
| 1892                                     |                           | Jean Girard         |           |                              |
| 1896                                     |                           | Joseph Girard       |           |                              |
| 1908                                     |                           | Jean Girard         |           |                              |
| 1925                                     |                           | Albert Girard       |           |                              |
| 1959                                     |                           | Maurice Aubert      |           |                              |
| 1994                                     | 2001                      | Jean-Pierre Dolbeau |           | pilote professionnel         |
| mars 2001                                | 2003                      | Jacques Boutin      |           | technico-commercial retraité |
| 2003                                     | mars 2008                 | Michel Couleard     |           |                              |
| mars 2008                                | mai 2020                  | Florian Stephan,    |           | artisan                      |
| mai 2020                                 | En cours (au 27 mai 2020) | Armelle Poncet      |           |                              |
| Les données manquantes sont à compléter. |                           |                     |           |                              |

### Intercommunalité
La commune est membre de la communauté d'agglomération Saumur Val de Loire.

### Autres circonscriptions
Jusqu'en 2014, La Breille-les-Pins fait partie du canton d'Allonnes et de l'arrondissement de Saumur. Ce canton compte alors sept communes. Dans le cadre de la réforme territoriale, un nouveau découpage territorial pour le département de Maine-et-Loire est défini par le décret du 26 février 2014. La commune est alors rattachée au canton de Longué-Jumelles, avec une entrée en vigueur au renouvellement des assemblées départementales de 2015.

## Population et société

### Démographie

#### Évolution démographique
L'évolution du nombre d'habitants est connue à travers les recensements de la population effectués dans la commune depuis 1793. Pour les communes de moins de 10 000 habitants, une enquête de recensement portant sur toute la population est réalisée tous les cinq ans, les populations de référence des années intermédiaires étant quant à elles estimées par interpolation ou extrapolation. Pour la commune, le premier recensement exhaustif entrant dans le cadre du nouveau dispositif a été réalisé en 2007.

En 2022, la commune comptait 617 habitants, en évolution de +3,01 % par rapport à 2016 (Maine-et-Loire : +2,12 %, France hors Mayotte : +2,11 %).
| 1793 | 1800 | 1806 | 1821 | 1831 | 1836 | 1841 | 1846 | 1851 |
| ---- | ---- | ---- | ---- | ---- | ---- | ---- | ---- | ---- |
| 505  | 462  | 550  | 569  | 520  | 600  | 543  | 522  | 547  |

| 1856 | 1861 | 1866 | 1872 | 1876 | 1881 | 1886 | 1891 | 1896 |
| ---- | ---- | ---- | ---- | ---- | ---- | ---- | ---- | ---- |
| 518  | 514  | 488  | 470  | 515  | 530  | 546  | 538  | 517  |

| 1901 | 1906 | 1911 | 1921 | 1926 | 1931 | 1936 | 1946 | 1954 |
| ---- | ---- | ---- | ---- | ---- | ---- | ---- | ---- | ---- |
| 492  | 476  | 439  | 394  | 384  | 318  | 304  | 307  | 310  |

| 1962 | 1968 | 1975 | 1982 | 1990 | 1999 | 2006 | 2007 | 2012 |
| ---- | ---- | ---- | ---- | ---- | ---- | ---- | ---- | ---- |
| 332  | 334  | 281  | 270  | 345  | 444  | 537  | 550  | 585  |

| 2017 | 2022 | - | - | - | - | - | - | - |
| ---- | ---- | - | - | - | - | - | - | - |
| 602  | 617  | - | - | - | - | - | - | - |

#### Pyramide des âges
La population de la commune est relativement jeune.
En 2018, le taux de personnes d'un âge inférieur à 30 ans s'élève à 36,7 %, soit en dessous de la moyenne départementale (37,2 %). À l'inverse, le taux de personnes d'âge supérieur à 60 ans est de 21,1 % la même année, alors qu'il est de 25,6 % au niveau départemental.
En 2018, la commune comptait 299 hommes pour 301 femmes, soit un taux de 50,17 % de femmes, légèrement inférieur au taux départemental (51,37 %).
Les pyramides des âges de la commune et du département s'établissent comme suit.
| Hommes | Classe d’âge | Femmes |
| ------ | ------------ | ------ |
| 0,3    | 90 ou +      | 0,7    |
| 5,7    | 75-89 ans    | 6,0    |
| 14,1   | 60-74 ans    | 15,3   |
| 20,1   | 45-59 ans    | 25,2   |
| 22,0   | 30-44 ans    | 17,2   |
| 13,6   | 15-29 ans    | 15,2   |
| 24,2   | 0-14 ans     | 20,4   |

| Hommes | Classe d’âge | Femmes |
| ------ | ------------ | ------ |
| 0,9    | 90 ou +      | 2,1    |
| 7      | 75-89 ans    | 9,5    |
| 16,2   | 60-74 ans    | 16,9   |
| 19,4   | 45-59 ans    | 18,7   |
| 18,2   | 30-44 ans    | 17,5   |
| 18,8   | 15-29 ans    | 17,6   |
| 19,5   | 0-14 ans     | 17,6   |

## Économie
Sur 46 établissements présents sur la commune à fin 2010, 22 % relèvent du secteur de l'agriculture (pour une moyenne de 17 % sur le département), 11 % du secteur de l'industrie, 2 % du secteur de la construction, 57 % de celui du commerce et des services et 9 % du secteur de l'administration et de la santé. Cinq ans plus tard, en 2015, sur les 50 établissements présents, 18 % relèvent du secteur de l'agriculture (pour une moyenne de 11 % sur le département), 10 % du secteur de l'industrie, 14 % de celui de la construction, 48 % du secteur du commerce et des services et 10 % de celui de l'administration et de la santé.
C'est dans cette commune que, depuis 1994, la société CBG Mignot continue de perpétuer la tradition des soldats de plomb.

## Culture locale et patrimoine

### Lieux et monuments
- Prieuré de bénédictins dit prieuré de la Breille, dépendant de l'abbaye de Bourgueil, mentionné en 1169[36].
- Église Saint-Étienne, du XXe siècle[18].